# Desarrollo de fármacos
El desarrollo de fármacos es el proceso de llevar un nuevo fármaco farmacéutico al mercado una vez que se ha identificado un compuesto principal a través del proceso de descubrimiento de fármacos. Incluye investigación preclínica en microorganismos y animales, solicitud de estatus regulatorio, como a través de la Administración de Drogas y Alimentos de los Estados Unidos para un nuevo medicamento en investigación para iniciar ensayos clínicos en humanos, y puede incluir el paso de obtener la aprobación regulatoria con una solicitud de medicamento para comercializar la droga.

## Desarrollo de nuevas entidades químicas
En términos generales, el proceso de desarrollo de fármacos se puede dividir en trabajo clínico y preclínico.

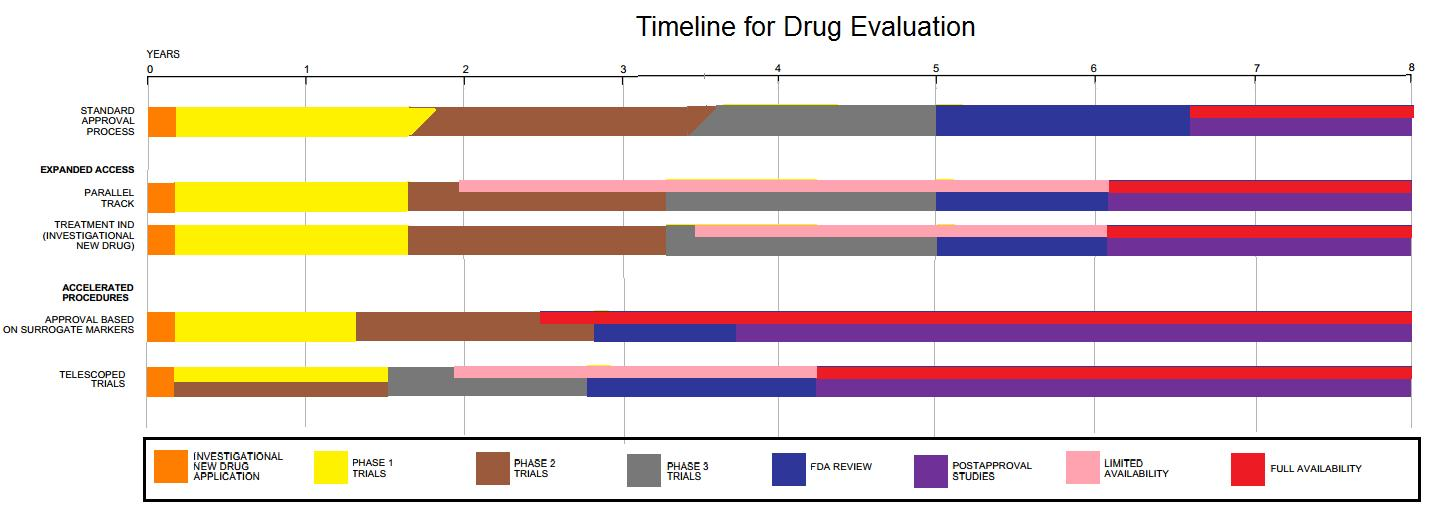
Cronograma que muestra las distintas etapas de aprobación de medicamentos y fases de investigación

### Preclínico
Las nuevas entidades químicas (NCE o New chemical entities, también conocidas como nuevas entidades moleculares o NME) son compuestos que surgen del proceso de descubrimiento de fármacos. Estos tienen una actividad prometedora contra un objetivo biológico particular que es importante en la enfermedad. Sin embargo, se sabe poco sobre la seguridad, toxicidad, farmacocinética y metabolismo de esta NCE en humanos. La función del desarrollo de fármacos es evaluar todos estos parámetros antes de los ensayos clínicos en humanos. Otro objetivo importante del desarrollo de fármacos es recomendar la dosis y el horario para el primer uso en un ensayo clínico en humanos ("first-in-human" [FIH] o First Human Dose [FHD], anteriormente también conocida como "first-in-man" [FIM]).
Además, el desarrollo de fármacos debe establecer las propiedades fisicoquímicas del NCE: su composición química, estabilidad y solubilidad. Los fabricantes deben optimizar el proceso que utilizan para fabricar el producto químico, de modo que puedan escalar desde un químico medicinal que produce miligramos hasta la fabricación en la escala de kilogramos y toneladas. Además, examinan la idoneidad del producto para envasar como cápsulas, tabletas, aerosoles, inyectables intramusculares, inyectables subcutáneos o formulaciones intravenosas. Juntos, estos procesos se conocen en el desarrollo clínico y preclínico como química, fabricación y control (CMC).
Muchos aspectos del desarrollo de medicamentos se centran en satisfacer los requisitos reglamentarios de las autoridades que otorgan licencias de medicamentos. Por lo general, estos constituyen una serie de pruebas diseñadas para determinar las principales toxicidades de un compuesto nuevo antes del primer uso en humanos. Es un requisito legal que se realice una evaluación de la toxicidad de los órganos principales (efectos en el corazón y pulmones, cerebro, riñón, hígado y sistema digestivo), así como los efectos en otras partes del cuerpo que podrían verse afectadas por el fármaco (por ejemplo, la piel si el nuevo fármaco debe administrarse a través de la piel). Cada vez más, estas pruebas se realizan utilizando métodos in vitro (por ejemplo, con células aisladas), pero muchas pruebas solo se pueden realizar utilizando animales de experimentación para demostrar la compleja interacción del metabolismo y la exposición al fármaco en la toxicidad.
La información se recopila a partir de estas pruebas preclínicas, así como la información sobre CMC, y se envía a las autoridades reguladoras (en los EE. UU., a la FDA), como una solicitud de Nuevo Medicamento en Investigación (IND). Si se aprueba el IND, el desarrollo pasa a la fase clínica.

### Fase clínica
Los ensayos clínicos implican tres o cuatro pasos:
- Los ensayos de fase I, generalmente en voluntarios sanos, determinan la seguridad y la dosificación.
- Los ensayos de fase II se utilizan para obtener una lectura inicial de la eficacia y explorar más a fondo la seguridad en un pequeño número de pacientes que padecen la enfermedad a la que se dirige la NCE.
- Los ensayos de fase III son ensayos grandes y fundamentales para determinar la seguridad y la eficacia en un número suficientemente grande de pacientes con la enfermedad objetivo. Si la seguridad y la eficacia se prueban adecuadamente, las pruebas clínicas pueden detenerse en este paso y la NCE avanza a la etapa de solicitud de nuevo fármaco (NDA).
- Los ensayos de fase IV son ensayos posteriores a la aprobación que a veces son una condición adjunta por la FDA, también llamados estudios de vigilancia posteriores a la comercialización.

El proceso de definir las características del medicamento no se detiene una vez que una NCE comienza los ensayos clínicos en humanos. Además de las pruebas necesarias para trasladar un fármaco nuevo a la clínica por primera vez, los fabricantes deben asegurarse de que las toxicidades crónicas o a largo plazo estén bien definidas, incluidos los efectos en sistemas no controlados previamente (fertilidad, reproducción, sistema inmunológico, entre otros). También deben probar el compuesto por su potencial de causar cáncer (prueba de carcinogenicidad).
Si un compuesto surge de estas pruebas con una toxicidad aceptable y un perfil de seguridad, y la empresa puede demostrar además que tiene el efecto deseado en los ensayos clínicos, entonces la cartera de pruebas de NCE puede enviarse para su aprobación comercial en los diversos países donde el fabricante planea Para venderlo. En los Estados Unidos, este proceso se denomina "solicitud de nuevo medicamento" o NDA.
La mayoría de las NCE fracasan durante el desarrollo de fármacos, ya sea porque tienen una toxicidad inaceptable o simplemente porque no tienen el efecto deseado sobre la enfermedad objetivo, como se muestra en los ensayos clínicos.
Una tendencia hacia la recopilación de información genética y de biomarcadores de los participantes de los ensayos clínicos, y el aumento de la inversión de las empresas en esta área, llevó en 2018 a la mitad de todos los ensayos de medicamentos que recopilaron esta información, y la prevalencia alcanzó más del 80% entre los ensayos de oncología.

## Costo
Un estudio de 2010 evaluó los costos tanto capitalizados como de bolsillo para llevar un solo medicamento nuevo al mercado en aproximadamente US $ 1.800 millones y $ 870 millones, respectivamente. Una estimación del costo medio de los ensayos de 2015-16 para el desarrollo de 10 medicamentos contra el cáncer fue de 648 millones de dólares. En 2017, el costo medio de un ensayo fundamental en todas las indicaciones clínicas fue de 19 millones de dólares. El costo promedio de un ensayo fundamental para demostrar su equivalencia o superioridad a un medicamento aprobado existente fue de $ 347 millones.
El costo total de llevar un nuevo medicamento (es decir, una nueva entidad química) al mercado, desde el descubrimiento a través de los ensayos clínicos hasta la aprobación, es complejo y controvertido. Normalmente, las empresas gastan decenas a cientos de millones de dólares estadounidenses. Un elemento de la complejidad es que las cifras finales muy publicitadas a menudo no solo incluyen los gastos de bolsillo para realizar una serie de ensayos clínicos de Fase I-III, sino también los costos de capital del período largo (10 años o más) durante el cual la empresa debe cubrir los gastos de bolsillo para el descubrimiento de fármacos preclínicos.
En un análisis de los costos de desarrollo de medicamentos para 98 compañías durante una década, el costo promedio por medicamento desarrollado y aprobado por una sola compañía farmacéutica fue de 350 millones de dólares. Pero para las empresas que aprobaron entre ocho y 13 medicamentos durante 10 años, el costo por medicamento llegó a $ 5.5 mil millones, debido principalmente a la expansión geográfica para la comercialización y los costos continuos de los ensayos de fase IV y el monitoreo continuo de la seguridad.
Las alternativas al desarrollo de fármacos convencionales tienen como objetivo que las universidades, los gobiernos y la industria farmacéutica colaboren y optimicen los recursos.

## Valuación
La naturaleza de un proyecto de desarrollo de medicamentos se caracteriza por altas tasas de deserción, grandes gastos de capital y plazos prolongados. Esto hace que la valoración de tales proyectos y empresas sea una tarea desafiante. No todos los métodos de valoración pueden hacer frente a estas particularidades. Los métodos de valoración más utilizados son el valor actual neto ajustado al riesgo (rNPV), los árboles de decisión, las opciones reales o los comparables.
Los impulsores de valor más importantes son el costo de capital o la tasa de descuento que se utiliza, los atributos de fase como la duración, las tasas de éxito y los costos, y las ventas previstas, incluido el costo de bienes y los gastos de marketing y ventas. Aspectos menos objetivos como la calidad de la gestión o la novedad de la tecnología deben reflejarse en la estimación de los flujos de efectivo.

## Tasa de éxito
Los candidatos a un nuevo fármaco para tratar una enfermedad podrían, teóricamente, incluir de 5.000 a 10.000 compuestos químicos. En promedio, alrededor de 250 de estos son lo suficientemente prometedores para una evaluación adicional utilizando pruebas de laboratorio, ratones y otros animales de prueba. Por lo general, alrededor de diez de estos califican para pruebas en humanos. Un estudio realizado por el Centro Tufts para el Estudio del Desarrollo de Fármacos que cubrió las décadas de 1980 y 1990 encontró que solo el 21.5 por ciento de los medicamentos que comenzaron los ensayos de Fase I finalmente fueron aprobados para su comercialización. En el período de 2006 a 2015, la tasa de éxito fue del 9,6%. Las altas tasas de fracaso asociadas con el desarrollo farmacéutico se conocen como el problema de la "tasa de deserción". La toma de decisiones cuidadosa durante el desarrollo de medicamentos es esencial para evitar costosos fracasos. En muchos casos, el diseño inteligente de programas y ensayos clínicos puede evitar resultados negativos falsos. Los estudios de búsqueda de dosis bien diseñados y las comparaciones con un grupo de tratamiento con placebo y con el estándar de oro desempeñan un papel importante en la obtención de datos fiables.

## Iniciativas informáticas
Las iniciativas novedosas incluyen la asociación entre organizaciones gubernamentales y la industria, como la Iniciativa Europea de Medicamentos Innovadores. La Administración de Alimentos y Medicamentos de EE. UU. creó la "Iniciativa de ruta crítica" para mejorar la innovación en el desarrollo de medicamentos, y la designación de Terapia Innovadora para acelerar el desarrollo y la revisión regulatoria de medicamentos candidatos para los cuales la evidencia clínica preliminar muestra que el medicamento candidato puede mejorar sustancialmente la terapia por un trastorno grave.
En marzo de 2020, el Departamento de Energía de los Estados Unidos, la Fundación Nacional de Ciencias, la NASA, la industria y nueve universidades reunieron recursos para acceder a supercomputadoras de IBM, combinados con recursos de computación en la nube de Hewlett Packard Enterprise, Amazon, Microsoft y Google, para el descubrimiento de fármacos. El Consorcio de Computación de Alto Rendimiento COVID-19 también tiene como objetivo pronosticar la propagación de enfermedades, modelar posibles vacunas y analizar miles de compuestos químicos para diseñar una vacuna o terapia contra COVID-19. En mayo de 2020, se lanzó la asociación OpenPandemics - COVID-19 entre Scripps Research y World Community Grid de IBM. La asociación es un proyecto de computación distribuida que "ejecutará automáticamente un experimento simulado en segundo plano [de PC domésticos conectados] que ayudará a predecir la efectividad de un compuesto químico en particular como posible tratamiento para COVID-19".